# Geoffroy du Breuil
Geoffroy du Breuil di Vigeois (fl. XII secolo) è stato un cronista del XII secolo, formatosi all'abazia benedettina di San Marziale di Limoges, dove era situata un'antica biblioteca di grandi dimensioni.

## Biografia
Geoffroy diventa abate a Vigeois (1170-1184) dove scrive le sue dettagliate Chroniques, in cui tratta di alcune grandi famiglie locali (spesso antenati e della stirpe di Geoffroy) mentre racconta eventi che succedono dal 994 al 1184: l'impetuosa malattia convulsiva (in effetti causata dall'ergotismo di un fungo parassita della segale o di un cereale), i preparativi per la prima crociata, i resoconti di combattimenti in Terrasanta, l'espansione delle credenze catare (quando scrive, nel 1181, fu il primo a usare il termine "albigesi"), che rivelano, inconsciamente e costantemente, le consuetudini e le preoccupazioni che attraversavano quel periodo storico.